# Rémi Walter
Rémi Walter (Essey-lès-Nancy, 26 aprile 1995) è un calciatore francese, di ruolo  centrocampista.

## Caratteristiche tecniche
Centrocampista versatile, ha iniziato da mediano per poi avanzare il proprio raggio d'azione.

## Carriera

### Club

#### Nancy
Arriva nel settore giovanile del Nancy all'età di 8 anni.
Esordisce in prima squadra il 3 agosto 2013 nello 0-0 contro l'Auxerre alla prima giornata di campionato. Il 30 agosto segna il primo gol in Ligue 2 nella sconfitta casalinga (2-3) contro il Tours. Il 29 settembre va in rete anche in Coupe de la Ligue nella sfida persa ai supplementari contro il Rennes.

#### Nizza e prestito al Troyes
Il 18 gennaio 2016 viene acquistato dal Nizza. Debutta in Ligue 1 il 23 gennaio nella vittoria casalinga 2-1 sul Lorient. Chiude la prima stagione in rossonero con 12 presenze in campionato. Il 29 settembre 2016 esordisce in Europa League nella sconfitta 5-2 del Nizza contro i russi del Krasnodar.
Il 16 agosto 2017 disputa il preliminare di Champions League contro il Napoli, scendendo in campo anche nel match di ritorno. Il 19 agosto mette a segno il suo primo gol in Ligue 1 nel 2-0 al Guingamp.
Il 10 gennaio 2018 è ceduto in prestito con diritto di riscatto al Troyes. Debutta titolare il 20 gennaio nella vittoria 1-0 contro il Lilla. Al termine della stagione il Troyes non esercita il diritto di riscatto e quindi fa ritorno al Nizza.
Il 31 ottobre 2018 sigla una doppietta nel terzo turno di Coupe de la Ligue nel 3-2 del Nizza all'Auxerre.

### Nazionale
Il 30 marzo 2015 debutta con la Francia Under-21 nell'amichevole vinta 4-1 contro i pari età dei Paesi Bassi.

## Statistiche

### Presenze e reti nei club
Statistiche aggiornate al 10 febbraio 2019.
| Stagione                    | Squadra                     | Campionato                  | Campionato | Campionato | Coppe nazionali | Coppe nazionali | Coppe nazionali | Coppe continentali | Coppe continentali | Coppe continentali | Altre coppe | Altre coppe | Altre coppe | Totale | Totale |
| Stagione                    | Squadra                     | Comp                        | Pres       | Reti       | Comp            | Pres            | Reti            | Comp               | Pres               | Reti               | Comp        | Pres        | Reti        | Pres   | Reti   |
| --------------------------- | --------------------------- | --------------------------- | ---------- | ---------- | --------------- | --------------- | --------------- | ------------------ | ------------------ | ------------------ | ----------- | ----------- | ----------- | ------ | ------ |
| 2012-2013                   | Nancy                       | L1                          | 0          | 0          | CF+CdL          | -               | -               | -                  | -                  | -                  | -           | -           | -           | 0      | 0      |
| 2013-2014                   | Nancy                       | L2                          | 28         | 2          | CF+CdL          | 0+2             | 0+1             | -                  | -                  | -                  | -           | -           | -           | 30     | 3      |
| 2014-2015                   | Nancy                       | L2                          | 31         | 0          | CF+CdL          | 1+1             | 0               | -                  | -                  | -                  | -           | -           | -           | 33     | 0      |
| 2015-gen. 2016              | Nancy                       | L2                          | 12         | 0          | CF+CdL          | 0+1             | 0               | -                  | -                  | -                  | -           | -           | -           | 13     | 0      |
| Totale Nancy                | Totale Nancy                | Totale Nancy                | 71         | 2          |                 | 5               | 1               |                    | -                  | -                  |             | -           | -           | 76     | 3      |
| gen.-mag. 2016              | Nizza                       | L1                          | 12         | 0          | CF+CdL          | -               | -               | -                  | -                  | -                  | -           | -           | -           | 12     | 0      |
| 2016-2017                   | Nizza                       | L1                          | 22         | 0          | CF+CdL          | 0               | 0               | UEL                | 4                  | 0                  | -           | -           | -           | 26     | 0      |
| 2017-gen. 2018              | Nizza                       | L1                          | 8          | 1          | CF+CdL          | -               | -               | UCL+UEL            | 2+3                | 0                  | -           | -           | -           | 13     | 1      |
| gen.-mag. 2018              | Troyes                      | L1                          | 12         | 0          | CF+CdL          | 2+0             | 0               | -                  | -                  | -                  | -           | -           | -           | 14     | 0      |
| 2018-2019                   | Nizza                       | L1                          | 19         | 2          | CF+CdL          | 1+2             | 0+2             | -                  | -                  | -                  | -           | -           | -           | 15     | 4      |
| ago. 2019                   | Nizza                       | L1                          | 1          | 0          | CF+CdL          | -               | -               | -                  | -                  | -                  | -           | -           | -           | 1      | 0      |
| Totale Nizza                | Totale Nizza                | Totale Nizza                | 62         | 3          |                 | 3               | 2               |                    | 9                  | 0                  |             | -           | -           | 74     | 5      |
| 2019-2020                   | Malatyaspor                 | SL                          | 9          | 0          | TK              | -               | -               | -                  | -                  | -                  | -           | -           | -           | 9      | 0      |
| 2021                        | Sporting K.C.               | MLS                         | 28+2       | 1+0        |                 | -               | -               |                    | -                  | -                  | LC          | 1           | 0           | 31     | 1      |
| 2022                        | Sporting K.C.               | MLS                         | 34         | 3          | USOC            | 4               | 0               |                    | -                  | -                  |             | -           | -           | 38     | 3      |
| 2023                        | Sporting K.C.               | MLS                         | 33+4       | 2+1        | USOC            | 2               | 0               |                    | -                  | -                  | LC          | 3           | 0           | 42     | 3      |
| 2024                        | Sporting K.C.               | MLS                         | 19         | 3          | USOC            | 3               | 0               |                    | -                  | -                  | LC          | 3           | 0           | 25     | 3      |
| Totale Sporting Kansas City | Totale Sporting Kansas City | Totale Sporting Kansas City | 114+6      | 9+1        |                 | 9               | 0               |                    | -                  | -                  |             | 7           | 0           | 136    | 10     |
| Totale carriera             | Totale carriera             | Totale carriera             | 274        | 15         |                 | 19              | 3               |                    | 9                  | 0                  |             | 7           | 0           | 309    | 18     |

### Cronologia presenze e reti in nazionale
| Cronologia completa delle presenze e delle reti in nazionale ― Francia under 21 | Cronologia completa delle presenze e delle reti in nazionale ― Francia under 21 | Cronologia completa delle presenze e delle reti in nazionale ― Francia under 21 | Cronologia completa delle presenze e delle reti in nazionale ― Francia under 21 | Cronologia completa delle presenze e delle reti in nazionale ― Francia under 21 | Cronologia completa delle presenze e delle reti in nazionale ― Francia under 21 | Cronologia completa delle presenze e delle reti in nazionale ― Francia under 21 | Cronologia completa delle presenze e delle reti in nazionale ― Francia under 21 |
| Data                                                                            | Città                                                                           | In casa                                                                         | Risultato                                                                       | Ospiti                                                                          | Competizione                                                                    | Reti                                                                            | Note                                                                            |
| ------------------------------------------------------------------------------- | ------------------------------------------------------------------------------- | ------------------------------------------------------------------------------- | ------------------------------------------------------------------------------- | ------------------------------------------------------------------------------- | ------------------------------------------------------------------------------- | ------------------------------------------------------------------------------- | ------------------------------------------------------------------------------- |
| 25-3-2015                                                                       | Valenciennes                                                                    | Francia under 21                                                                | 6 – 0                                                                           | Estonia under 21                                                                | Amichevole                                                                      | -                                                                               | 84’                                                                             |
| 30-3-2015                                                                       | Sedan                                                                           | Francia under 21                                                                | 4 – 1                                                                           | Paesi Bassi under 21                                                            | Amichevole                                                                      | -                                                                               |                                                                                 |
| 11-6-2015                                                                       | Gueugnon                                                                        | Francia under 21                                                                | 1 – 1                                                                           | Corea del Sud under 21                                                          | Amichevole                                                                      | -                                                                               |                                                                                 |
| 16-6-2015                                                                       | Besançon                                                                        | Francia under 21                                                                | 2 – 1                                                                           | Paraguay under 21                                                               | Amichevole                                                                      | -                                                                               | 89’                                                                             |
| 8-9-2015                                                                        | Le Mans                                                                         | Francia under 21                                                                | 2 – 1                                                                           | Brasile under 21                                                                | Amichevole                                                                      | -                                                                               |                                                                                 |
| 10-10-2015                                                                      | Paisley                                                                         | Scozia under 21                                                                 | 1 – 2                                                                           | Francia under 21                                                                | Qual. Europeo Under-21 2017                                                     | -                                                                               |                                                                                 |
| 13-10-2015                                                                      | Strasburgo                                                                      | Francia under 21                                                                | 2 – 0                                                                           | Ucraina under 21                                                                | Qual. Europeo Under-21 2017                                                     | -                                                                               |                                                                                 |
| 12-11-2015                                                                      | Guingamp                                                                        | Francia under 21                                                                | 1 – 0                                                                           | Irlanda del Nord under 21                                                       | Qual. Europeo Under-21 2017                                                     | -                                                                               |                                                                                 |
| 15-11-2015                                                                      | Skopje                                                                          | Macedonia del Nord under 21                                                     | 2 – 2                                                                           | Francia under 21                                                                | Qual. Europeo Under-21 2017                                                     | -                                                                               |                                                                                 |
| 24-3-2016                                                                       | Angers                                                                          | Francia under 21                                                                | 2 – 0                                                                           | Scozia under 21                                                                 | Qual. Europeo Under-21 2017                                                     | -                                                                               |                                                                                 |
| 2-6-2016                                                                        | Venezia                                                                         | Italia under 21                                                                 | 0 – 1                                                                           | Francia under 21                                                                | Amichevole                                                                      | -                                                                               | 84’                                                                             |
| Totale                                                                          |                                                                                 | Presenze                                                                        | 11                                                                              |                                                                                 | Reti                                                                            | 0                                                                               |                                                                                 |

## Palmarès

### Individuale
- Capocannoniere della Coupe de la Ligue: 1

2018-2019 (2 reti, alla pari con altri 15 giocatori)